# Стефан, Бит
Бит А. Стефан (нем. Beat A. Stephan) — швейцарский кёрлингист.
В составе мужской сборной Швейцарии участник двух чемпионатов мира (лучший результат — четвёртое место в 1988). Двукратный чемпион Швейцарии среди мужчин. Чемпион Швейцарии среди смешанных команд.
Играл на позиции третьего.

## Достижения
- Чемпионат Швейцарии по кёрлингу среди мужчин: золото (1988, 1990).
- Чемпионат Швейцарии по кёрлингу среди смешанных команд: золото (1984).

## Команды
| Сезон                          | Четвёртый      | Третий        | Второй         | Первый            | Запасной            | Турниры                      |
| ------------------------------ | -------------- | ------------- | -------------- | ----------------- | ------------------- | ---------------------------- |
| 1987—88                        | Даниэль Модель | Бит Стефан    | Михаэль Липс   | Рихард Мер        | Даниель Мюллер (ЧМ) | ЧШМ 1988 · ЧМ 1988 (4 место) |
| 1989—90                        | Даниэль Модель | Бит Стефан    | Марк Брюггер   | Лукас Фанкхаузер  |                     | ЧШМ 1990 · ЧМ 1990 (6 место) |
| 1996—97                        | Андреас Хенни  | Бит А Стефан  | Томас Липс     | Stefan Gertsch    |                     | [ 3 ]                        |
| 1998—99                        | Андреас Хенни  | Бит А Стефан  | Daniel Hersche | Thomas Perlmutter |                     | [ 4 ]                        |
| 2012—13                        | Urs Beglinger  | Reto Seiler   | Urs Kuhn       | Бит А Стефан      |                     | [ 5 ]                        |
| Кёрлинг среди смешанных команд |                |               |                |                   |                     |                              |
| 1983—84                        | Бит Стефан     | Кристина Вирц | Симон Рот      | Irène Bretscher   |                     | ЧШСК 1984                    |

(скипы выделены полужирным шрифтом)